# Basky
Basky jsou geomorfologickou částí Zliechovské hornatiny. Leží v západní části podcelku a nejvyšší hora Baske dosahuje nadmořské výšky 955 m n. m.

## Polohopis
Území zabírá západní část podcelku Zliechovská hornatina a obklopují ji jen části Strážovských vrchů. Na západě sousedí podcelek Trenčínská vrchovina s částmi Teplická vrchovina a Porubská brázda, která Basky obepíná ze severozápadu. Severovýchodním směrem sousedí Zliechovská hornatina a jihovýchodním a jižním směrem leží Slatinská brázda.
Severním okrajem teče údolím na západ k Váhu potok Teplička, východní a jižní okraj lemuje Bebrava, patřící do povodí Nitry. Tato část Strážovských vrchů tvoří homogenní část a silniční komunikace vedou údolími řek okrajem oblasti.

## Ochrana území
Basky nepatří do Chráněné krajinné oblasti Strážovské vrchy, ale na jejich území se nacházejí zvláště chráněné lokality, přírodní rezervace Žihlavník a Žrebíky.

## Turismus
Tato část Strážovských vrchů patří mezi oblíbené a vyhledávané oblasti. Je poměrně snadno dostupná a síť turistických stezek zjednodušuje přístup do nejvyšších lokalit z nedalekých sídel. Oblíbeným cílem turistů je horská chata Baske na stejnojmenném, nejvyšším vrchu (955 m n. m.) této části pohoří.

### Vybrané vrchy
- Baske (955 m n. m.)
- Žihlavník  (953 m n. m.)
- Trtavka  (837 m n. m.)
- Peršová  (826 m n. m.)
- Záhradčie  (820 m n. m.)[2]

### Turistické trasy
- po  modré značce:
  - z Trenčianských Teplíc přes Baske do sedla pod Homôľkou
  - z Krásne Vsi na rozcestí Uhliská
- po  žluté značce:
  - ze Slatinky nad Bebravou přes rozcestí Uhliská na Baske
  - z Čierne Lehoty do sedla Trtavka[2]